# Oppenrod
Oppenrod ist ein Ortsteil der Gemeinde Buseck im mittelhessischen Landkreis Gießen mit rund 1000 Einwohnern.
Bekannt geworden ist Oppenrod durch den Kart-Verein Oppenrod, der die Motorsportarena Stefan Bellof besitzt und betreibt.

## Geschichte

### Ortsgeschichte
Die älteste erhalten gebliebene Erwähnung von Oppenrod unter dem Namen Openrode im Urkundenbuch des Klosters Arnsburg stammt aus dem Jahr 1245. In erhaltenen Urkunden späterer Zeit wurde Oppenrod auch unter den folgenden Ortsnamen erwähnt (in Klammern das Jahr der Erwähnung): Opperoden (1352) und Oppenrade (1405).
Die Evangelische Kirche Oppenrod geht im Kern auf das Mittelalter zurück und erhielt durch Umbauten und Erweiterungen in den Jahren 1785 und 1977 ihre heute maßgebliche Gestalt.
Die Statistisch-topographisch-historische Beschreibung des Großherzogthums Hessen berichtet 1830 über das Busecker Tal:

„Busecker Thal (L. Bez. Giessen) Landstrich. Das Busecker Thal besteht aus 9 Orten: Altenbuseck, Großenbuseck, Albach, Beuern, Bersrod, Burkhardsfelden, Oppenrod, Reißkirchen und Rödchen, die zusammen 5675 Einwohner haben. – Die Vierer und Ganerben von Buseck kamen 1332 unter landgräfliche Gerichtsbarkeit. Sie haben aber niemals als Landsassen, sondern als unmittelbare Reichssassen angesehen seyn wollen. Im Jahr 1547 entstanden darüber große Streitigkeiten, und in dem 1576 erfolgten Vergleich erkannten zwar die Einwohner die landesfürstliche Hoheit des Landgrafen an, aber von dem Landgrafen wurde die Gerichtsbarkeit der von Buseck als ein unbestrittenes kaiserliches Lehen anerkannt. Neue Steitigkeiten veranlaßten 1706 den kaiserlichen Reichshofrath, den Vergleich aufzuheben, und das Busecker Thal für ein unmittelbares kaiserliches Lehen zu erklären, die Andersgesinnten mit 50 Mark löthigen Geldes als Strafe zu belegen, und die Aufrechthaltung dieses Beschlusses mehreren benachbarten Reichsständen zu übertragen. Hierauf wandte sich der Landgraf an die Reichsversammlung zu Regensburg, worauf 1725 dem Hause Hessen-Darmstadt die Geichtsbarkeit, nebst der Lehensherrlichkeit, als eine beständige kaiserliche Commission aufgetragen, und der Vergleich von 1576 bestätigt wurde. Im Jahr 1827 hat die Freiherrliche Familie von Buseck die ihr zustehende Patrimonialgerichtsbarkeit im Busecker Thal an den Staat abgetreten.“

sowie über Oppenrod:

„Oppenrod (L. Bez. Giessen) evangel. Filialdorf; liegt 1 1⁄2 St. von Giessen und gehört der Freiherrl. Familie von Buseck, hat 1 Kirche, 41 Häuser und 222 Einwohner, die außer 1 Katholiken evangelisch sind. Im Jahr 1827 hat die Familie von Buseck die ihr zustehende Patrimonialgerichtsbarkeit an den Staat abgetreten.“

Hessische Gebietsreform (1970–1977)
Im Zuge der Gebietsreform in Hessen wurde die bis dahin selbstständige Gemeinde Oppenrod am 1. Oktober 1971 auf freiwilliger Basis in die Gemeinde Großen-Buseck eingemeindet, die ihrerseits am 1. Januar 1977 durch das Gesetz zur Neugliederung des Dillkreises, der Landkreise Gießen und Wetzlar und der Stadt Gießen mit den Gemeinden Beuern und Alten-Buseck zur Gemeinde Buseck zusammengeschlossen wurde. Für die ehemals eigenständigen Gemeinden von Buseck wurden Ortsbezirke mit Ortsbeirat und Ortsvorsteher nach der Hessischen Gemeindeordnung gebildet.

### Verwaltungsgeschichte im Überblick
Die folgende Liste zeigt die Staaten und Verwaltungseinheiten, denen Oppenrod angehört(e):
- 1508 und später: Heiliges Römisches Reich, Gericht Busecker Tal
- vor 1567: Heiliges Römisches Reich, Landgrafschaft Hessen, Gericht Busecker Tal (die gerichtlichen Auseinandersetzungen um die Landeshoheit endeten erst 1726)
- ab 1567: Heiliges Römisches Reich, Landgrafschaft Hessen-Marburg, Gericht Busecker Tal
- 1604–1648: Heiliges Römisches Reich, strittig zwischen Landgrafschaft Hessen-Darmstadt und Landgrafschaft Hessen-Kassel (Hessenkrieg)
- ab 1604: Heiliges Römisches Reich, Landgrafschaft Hessen-Darmstadt, Oberfürstentum Hessen, Oberamt Gießen (ab 1789), Gericht Busecker Tal[9]
- ab 1806: Großherzogtum Hessen,[Anm. 2] Fürstentum Oberhessen, Landamt Gießen, Gericht Busecker Tal[10][11]
- ab 1815: Großherzogtum Hessen, Provinz Oberhessen, Landamt Gießen, Gericht Busecker Tal[12]
- ab 1821: Großherzogtum Hessen, Provinz Oberhessen, Landratsbezirk Gießen[Anm. 3]
- ab 1832: Großherzogtum Hessen, Provinz Oberhessen, Kreis Grünberg
- ab 1837: Großherzogtum Hessen, Provinz Oberhessen, Kreis Gießen
- ab 1848: Großherzogtum Hessen, Regierungsbezirk Gießen
- ab 1852: Großherzogtum Hessen, Provinz Oberhessen, Kreis Gießen
- ab 1867: Norddeutscher Bund,[Anm. 4] Großherzogtum Hessen, Provinz Oberhessen, Kreis Gießen
- ab 1871: Deutsches Reich, Großherzogtum Hessen, Provinz Oberhessen, Kreis Gießen
- ab 1918: Deutsches Reich (Weimarer Republik), Volksstaat Hessen, Provinz Oberhessen, Kreis Gießen
- ab 1938: Deutsches Reich, Volksstaat Hessen, Landkreis Gießen[13][Anm. 5]
- ab 1945: Amerikanische Besatzungszone,[Anm. 6] Groß-Hessen, Regierungsbezirk Darmstadt, Landkreis Gießen
- ab 1946: Amerikanische Besatzungszone, Hessen, Regierungsbezirk Darmstadt, Landkreis Gießen
- ab 1949: Bundesrepublik Deutschland, Hessen, Regierungsbezirk Darmstadt, Landkreis Gießen
- ab 1971: Bundesrepublik Deutschland, Hessen, Regierungsbezirk Darmstadt, Landkreis Gießen, Gemeinde Buseck
- ab 1977: Bundesrepublik Deutschland, Hessen, Regierungsbezirk Darmstadt, Lahn-Dill-Kreis, Gemeinde Buseck
- ab 1979: Bundesrepublik Deutschland, Hessen, Regierungsbezirk Darmstadt, Landkreis Gießen, Gemeinde Buseck
- ab 1981: Bundesrepublik Deutschland, Hessen, Regierungsbezirk Gießen, Landkreis Gießen, Gemeinde Buseck

### Gerichte seit 1803
In der Landgrafschaft Hessen-Darmstadt wurde mit Ausführungsverordnung vom 9. Dezember 1803 das Gerichtswesen neu organisiert. Für die Provinz Oberhessen wurde das „Hofgericht Gießen“ eingerichtet. Es war für normale bürgerliche Streitsachen Gericht der zweiten Instanz, für standesherrliche Familienrechtssachen und Kriminalfälle die erste Instanz. Die Rechtsprechung der ersten Instanz wurde durch die Ämter bzw. Standesherren vorgenommen und somit war für Oppenrod das „Patrimonialgericht der Freiherren zu Buseck“ in Großen-Buseck zuständig. Nach der Gründung des Großherzogtums Hessen 1806 wurde diese Funktion beibehalten, während die Aufgaben der ersten Instanz 1821 im Rahmen der Trennung von Rechtsprechung und Verwaltung auf die neu geschaffenen Land- bzw. Stadtgerichte übergingen. Aber erst ab 1827 wurde die Patrimonialgerichtsbarkeit durch das „Landgericht Gießen“ im Namen der Freiherren ausgeübt. Infolge der Märzrevolution 1848 wurden mit dem „Gesetz über die Verhältnisse der Standesherren und adeligen Gerichtsherren“ vom 15. April 1848 die standesherrlichen Sonderrechte endgültig aufgehoben.
Anlässlich der Einführung des Gerichtsverfassungsgesetzes am 1. Oktober 1879 wurden die bisherigen Land- und Stadtgerichte im Großherzogtum Hessen aufgehoben und durch Amtsgerichte an gleicher Stelle ersetzt, ebenso verfuhr man mit den als Obergerichten fungierenden Hofgerichten, deren Funktion nun die neu errichteten Landgerichte übernahmen. Die Bezirke des Stadt- und des Landgerichts Gießen wurden zusammengelegt und bildeten nun zusammen mit den vorher zum Landgericht Grünberg gehörigen Orten Allertshausen und Climbach den Bezirk des neu geschaffenen Amtsgerichts Gießen, welches seitdem zum Bezirk des als Obergericht neu errichteten Landgerichts Gießen gehört. Zwischen dem 1. Januar 1977 und 1. August 1979 trug das Gericht den Namen „Amtsgericht Lahn-Gießen“, der mit der Auflösung der Stadt Lahn wieder in „Amtsgericht Gießen“ umbenannt wurde.

## Bevölkerung

### Einwohnerstruktur 2011
Nach den Erhebungen des Zensus 2011 lebten am Stichtag, dem 9. Mai 2011, in Oppenrod 978 Einwohner. Darunter waren 27 (2,8 %) Ausländer. Nach dem Lebensalter waren 183 Einwohner unter 18 Jahren, 393 zwischen 18 und 49, 234 zwischen 50 und 64 und 165 Einwohner waren älter. Die Einwohner lebten in 390 Haushalten. Davon waren 90 Singlehaushalte, 117 Paare ohne Kinder und 144 Paare mit Kindern, sowie 27 Alleinerziehende und 9 Wohngemeinschaften. In 69 Haushalten lebten ausschließlich Senioren und in 273 Haushalten lebten keine Senioren.

### Einwohnerentwicklung
| • 1577: | 076 Hausgesesse                                                               |
| • 1630: | 09 zweispännige, 10 einspännige Ackerleute, 7 Witwen, 3 Vormundschaften       |
| • 1669: | 288 Seelen                                                                    |
| • 1742: | 02 Geistliche/Beamte, 86 Untertanen, 14 Junge Mannschaften, 9 Beisassen/Juden |
| • 1806: | 167 Einwohner, 37 Häuser                                                      |
| • 1829: | 222 Einwohner, 41 Häuser                                                      |
| • 1867: | 295 Einwohner, 60 Häuser                                                      |

| Oppenrod: Einwohnerzahlen von 1800 bis 2018 | Oppenrod: Einwohnerzahlen von 1800 bis 2018 | Oppenrod: Einwohnerzahlen von 1800 bis 2018 | Oppenrod: Einwohnerzahlen von 1800 bis 2018 | Oppenrod: Einwohnerzahlen von 1800 bis 2018 |
| --- | ------------------------------------------- | ------------------------------------------- | ------------------------------------------- | ------------------------------------------- |
| Jahr |                                             |                                             |                                             | Einwohner                                   |
| 1800 | 1800                                        |                                             | 156                                         | 156                                         |
| 1806 | 1806                                        |                                             | 167                                         | 167                                         |
| 1834 | 1834                                        |                                             | 242                                         | 242                                         |
| 1840 | 1840                                        |                                             | 270                                         | 270                                         |
| 1846 | 1846                                        |                                             | 279                                         | 279                                         |
| 1852 | 1852                                        |                                             | 312                                         | 312                                         |
| 1858 | 1858                                        |                                             | 303                                         | 303                                         |
| 1864 | 1864                                        |                                             | 303                                         | 303                                         |
| 1871 | 1871                                        |                                             | 297                                         | 297                                         |
| 1875 | 1875                                        |                                             | 311                                         | 311                                         |
| 1885 | 1885                                        |                                             | 315                                         | 315                                         |
| 1895 | 1895                                        |                                             | 311                                         | 311                                         |
| 1905 | 1905                                        |                                             | 311                                         | 311                                         |
| 1910 | 1910                                        |                                             | 324                                         | 324                                         |
| 1925 | 1925                                        |                                             | 328                                         | 328                                         |
| 1939 | 1939                                        |                                             | 384                                         | 384                                         |
| 1946 | 1946                                        |                                             | 569                                         | 569                                         |
| 1950 | 1950                                        |                                             | 542                                         | 542                                         |
| 1956 | 1956                                        |                                             | 460                                         | 460                                         |
| 1961 | 1961                                        |                                             | 474                                         | 474                                         |
| 1967 | 1967                                        |                                             | 535                                         | 535                                         |
| 1980 | 1980                                        |                                             | ?                                           | ?                                           |
| 1990 | 1990                                        |                                             | ?                                           | ?                                           |
| 2003 | 2003                                        |                                             | 1.107                                       | 1.107                                       |
| 2011 | 2011                                        |                                             | 978                                         | 978                                         |
| 2018 | 2018                                        |                                             | 1.021                                       | 1.021                                       |
| Datenquelle: Historisches Gemeindeverzeichnis für Hessen: Die Bevölkerung der Gemeinden 1834 bis 1967. Wiesbaden: Hessisches Statistisches Landesamt, 1968. Weitere Quellen: LAGIS; Gemeinde Buseck:; Zensus 2011 |                                             |                                             |                                             |                                             |

### Historische Religionszugehörigkeit
| • 1830: | 221 evangelische, ein katholischer Einwohner                   |
| • 1961: | 392 evangelische (= 82,7 %), 42 katholische (=8,9 %) Einwohner |

### Historische Erwerbstätigkeit
| • 1961: | Erwerbspersonen: 104 Land- und Forstwirtschaft, 90 Produzierendes Gewerbe, 31 Handel, Verkehr und Nachrichtenübermittlung, 22 Dienstleistungen und Sonstiges. |